# Астафьевка
Астафьевка — село в Канском районе Красноярского края. Административный центр Астафьевского сельсовета.

## Название
Часто фигурирует под двойным названием Астафьевка (Баженово) или Астафьевка (Боженово). В данном случае Баженово или Боженово является не прежним названием села, а названием бывшей деревни влившейся в состав села предположительно в 1950-е годы.

## История
Основана в 1912 году. 
В 1926 году состояла из 60 хозяйств, основное население — русские. В составе Боженовского сельсовета Канского района Канского округа Сибирского края.

## Население
| 1926 | 2010 |
| ---- | ---- |
| 295  | ↗976 |